# Markleeville
Markleeville is een gehucht en census-designated place in de Amerikaanse staat Californië. Het is de hoofdplaats van het dunbevolkte Alpine County in het Sierra Nevada-gebergte. In 2010 woonden er 210 mensen, tegenover 197 in 2000.

## Geografie en beschrijving
De totale oppervlakte van de CDP Markleeville bedraagt 16,915 km². Het dorp ligt zo'n 1680 meter boven zeeniveau op de oostelijke flank van de Sierra Nevada. Markleeville ligt in een kleine vallei die via de Carson River afwatert naar het Grote Bekken. In tegenstelling tot verder westwaarts, waar het hooggebergte begint, en verder oostwaarts, waar een woestijnklimaat heerst, is de locatie van Markleeville vrij groen. Het dorp wordt aan weerszijden omgeven door grasland.
Markleeville is gelegen aan California State Route 89, die Alpine County van noordwest naar zuidoost kruist. Zo'n 10 kilometer noordwaarts liggen Woodfords en Alpine Village. De eerste nederzetting in zuidoostelijke richting is Topaz in Mono County. Verschillende bergpassen in de streek sluiten gedurende de wintermaanden, waardoor Markleeville soms moeilijk toegankelijk is. Zowel Ebbetts Pass als Monitor Pass worden 's winters afgesloten. De dichtstbijzijnde steden van belang zijn South Lake Tahoe (40 minuten rijden), Carson City (45 minuten) en Reno (1 uur 15 minuten), allen in noordelijke richting.
De hoofdstraten van Markleeville zijn SR 89, plaatselijk de Alpine State Highway genoemd, en Montgomery Street. Aan het kruispunt van die straten zijn de general store, het postkantoor, het gerechtshof van Alpine County, een tankstation en enkele horecazaken gevestigd. De openbare bibliotheek en de school bevinden zich zo'n 300 meter van het kruispunt in Montgomery Street. Vanuit de dorpskern loopt de Hot Springs Road 6,5 km westwaarts naar het Grover Hot Springs State Park, hogerop in de bergen. Een achttal kilometer ten noorden van Markleeville, in de richting van Woodfords, ligt het kleine vliegveld Alpine County Airport.
In Markleeville staan twee bouwwerken die op het National Register of Historic Places staan: het Alpine County Courthouse en de Old Webster Schoolhouse.

### Klimaat
Markleeville heeft een mediterraan klimaat met warme zomers (Csb in de klimaatclassificatie van Köppen) dat neigt naar een gematigd landklimaat (Dsb). 
In juli is de gemiddelde maximumtemperatuur 29,2 °C en de minimumtemperatuur 6,2 °C; in december is de maximumtemperatuur 7,0 °C en de minimumtemperatuur -8,7 °C; op 15,7 dagen is het 32 °C of warmer. Jaarlijks valt er 48,7 cm neerslag, verspreid over 59 dagen. De sneeuwval bedraagt 211 cm per jaar. De temperatuur bereikte in juli 1931 een recordhoogte van 39 °C. De laagste temperatuur werd opgetekend in december 1990 en bedroeg -32 °C.

## Demografie
In 2010 woonden er volgens het United States Census Bureau 210 mensen in Markleeville. De etnische samenstelling was als volgt: 192 (91%) blanken, 4 (2%) indianen en 2 (1%) Aziatische Amerikaan. Verder identificeerden 6 (3%) inwoners zich als multiraciaal en 6 (3%) als behorende tot een andere etniciteit. In totaal identificeerden 11 personen (5%) zich als hispanic of latino.

## Fotogalerij

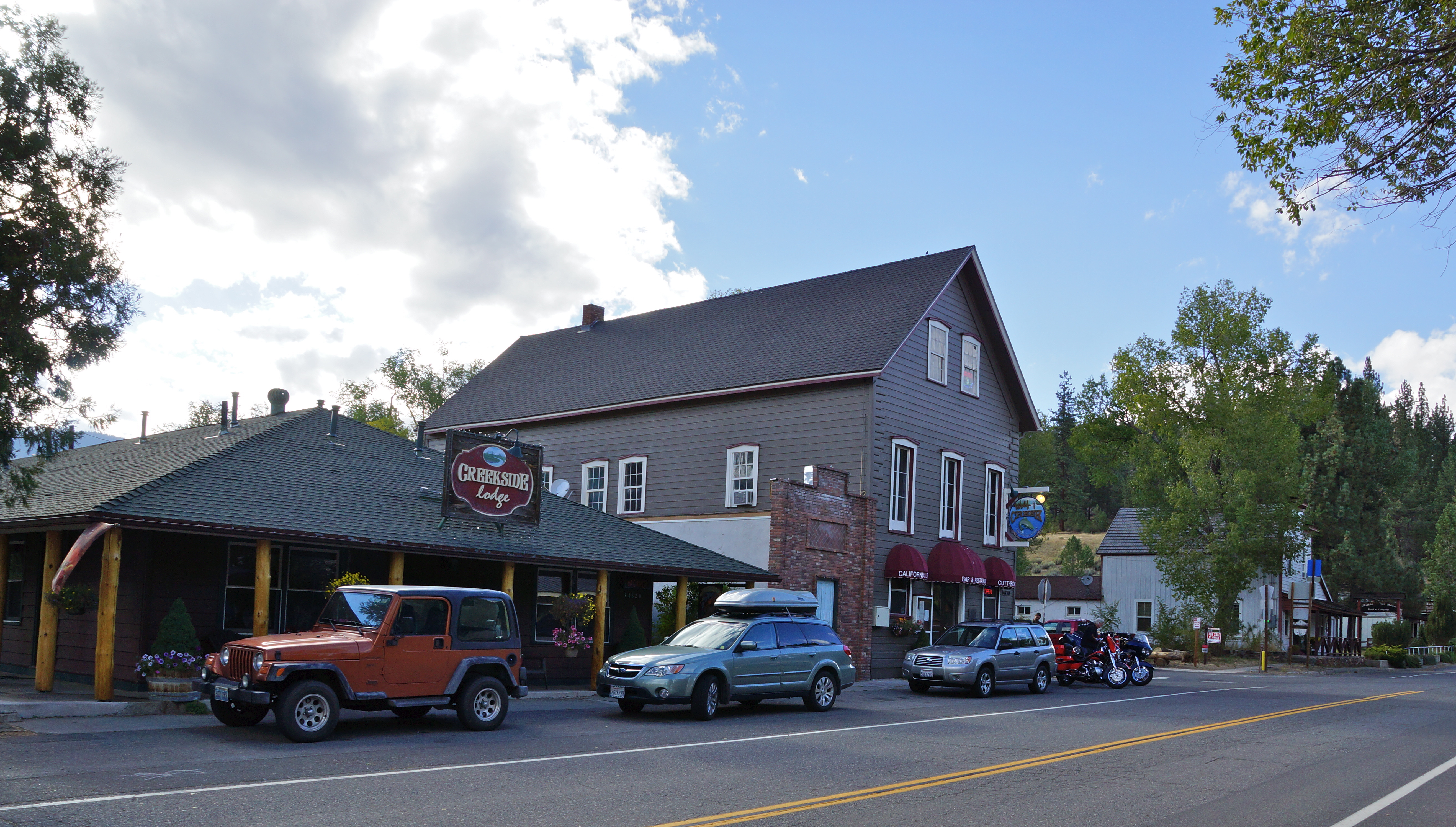
Creekside Lodge (links) en historische Alpine Hotel (centraal) op de kruising van SR 89 en Montgomery Street
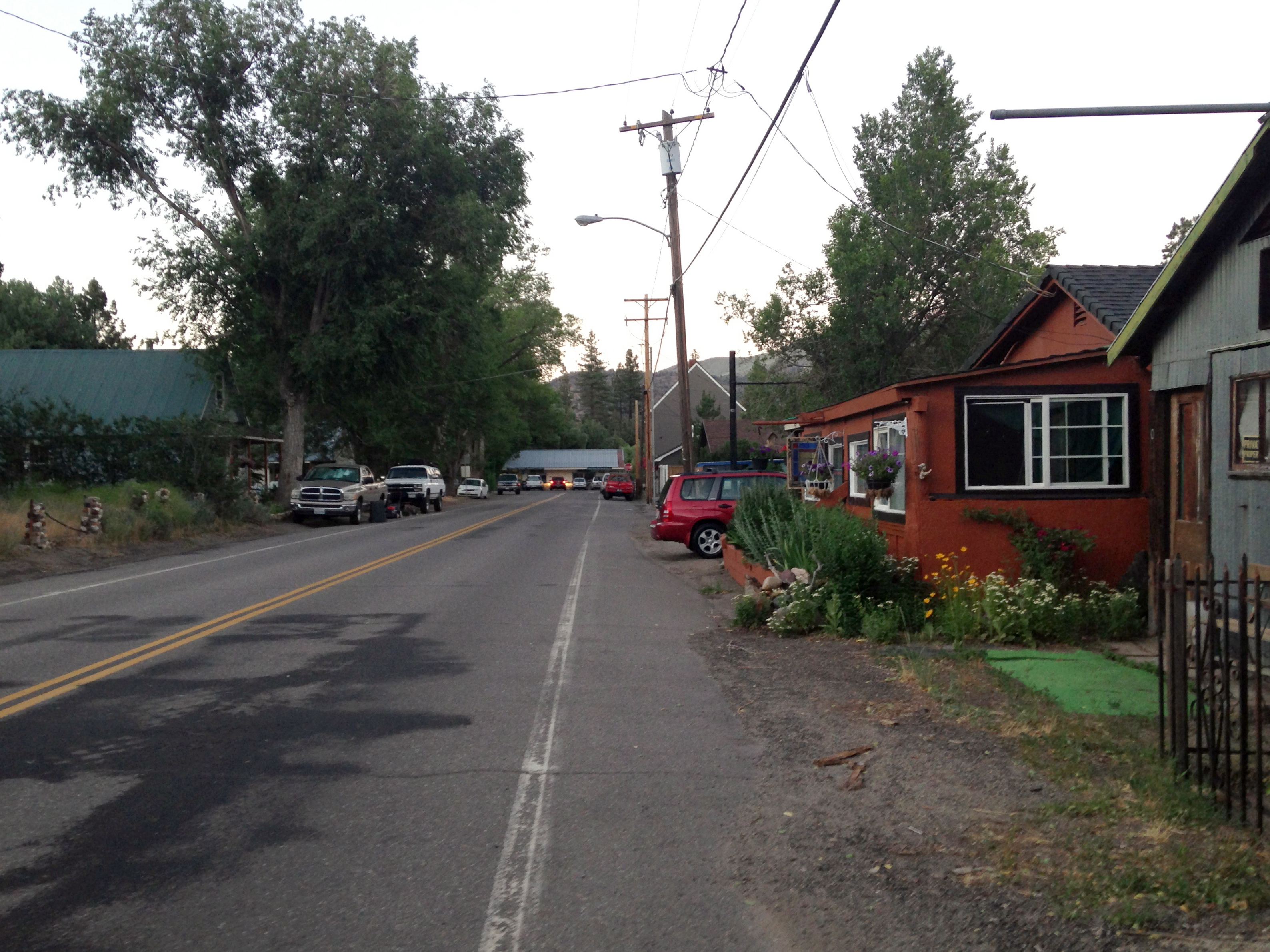
Montgomery Street
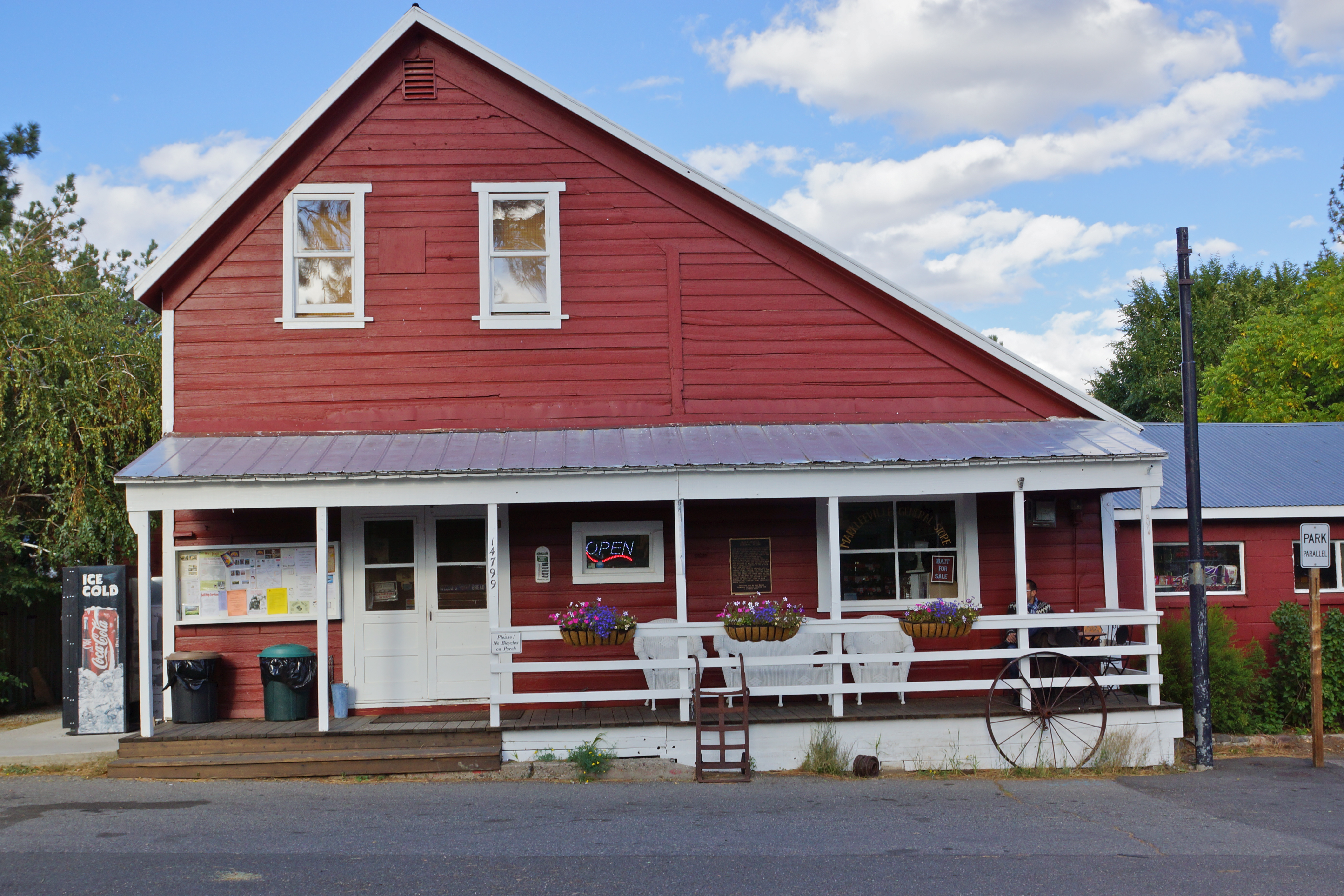
General store
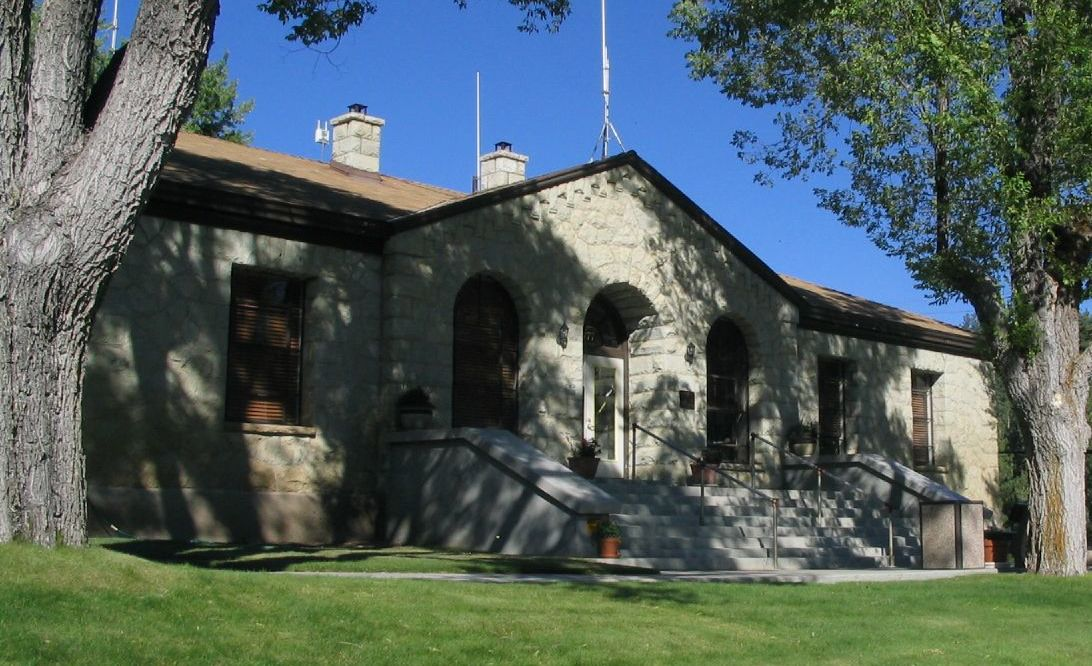
Alpine County Courthouse
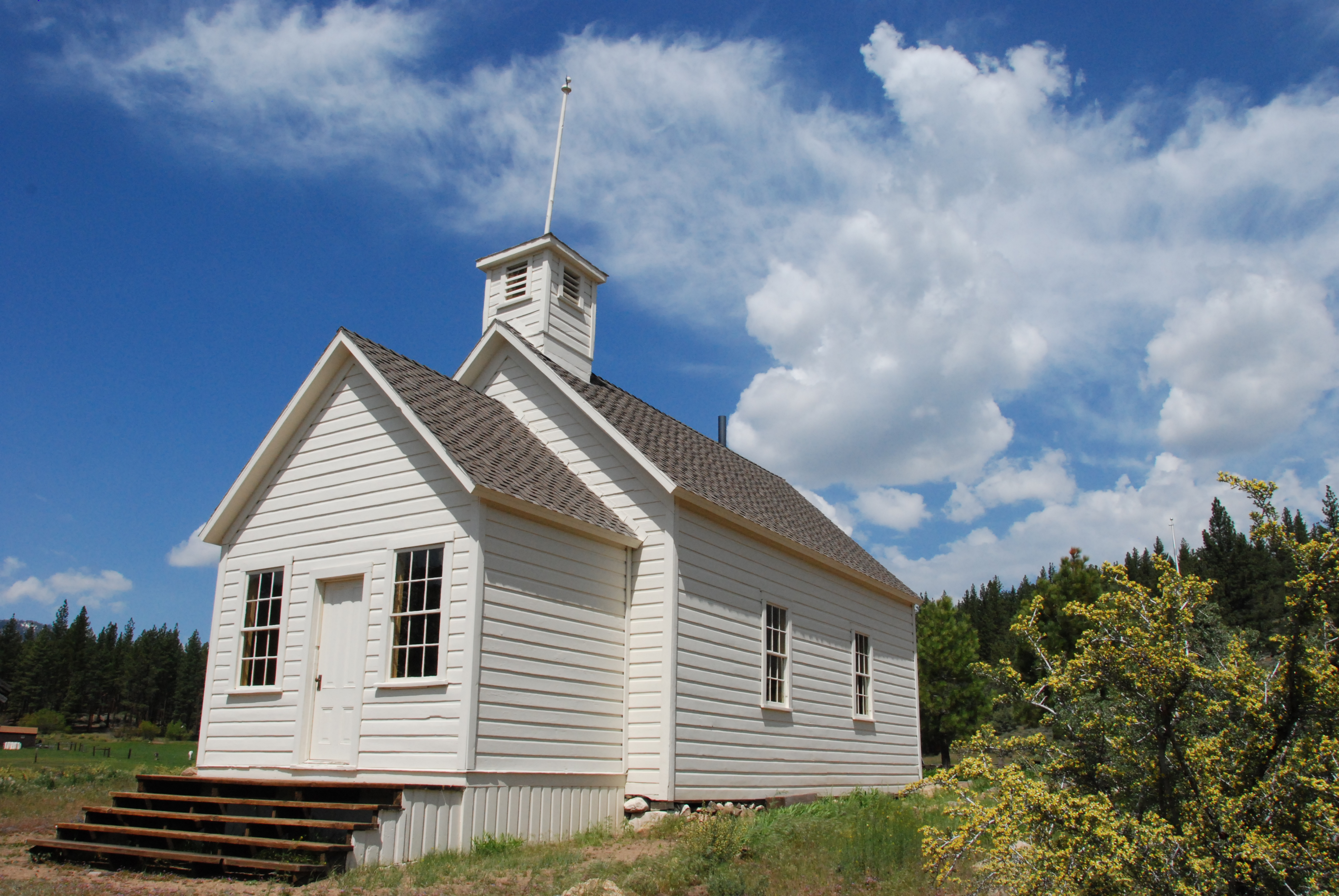
De Old Webster Schoolhouse diende van 1883 tot 1928 als schooltje en is een museum sinds de restauratie in 1966
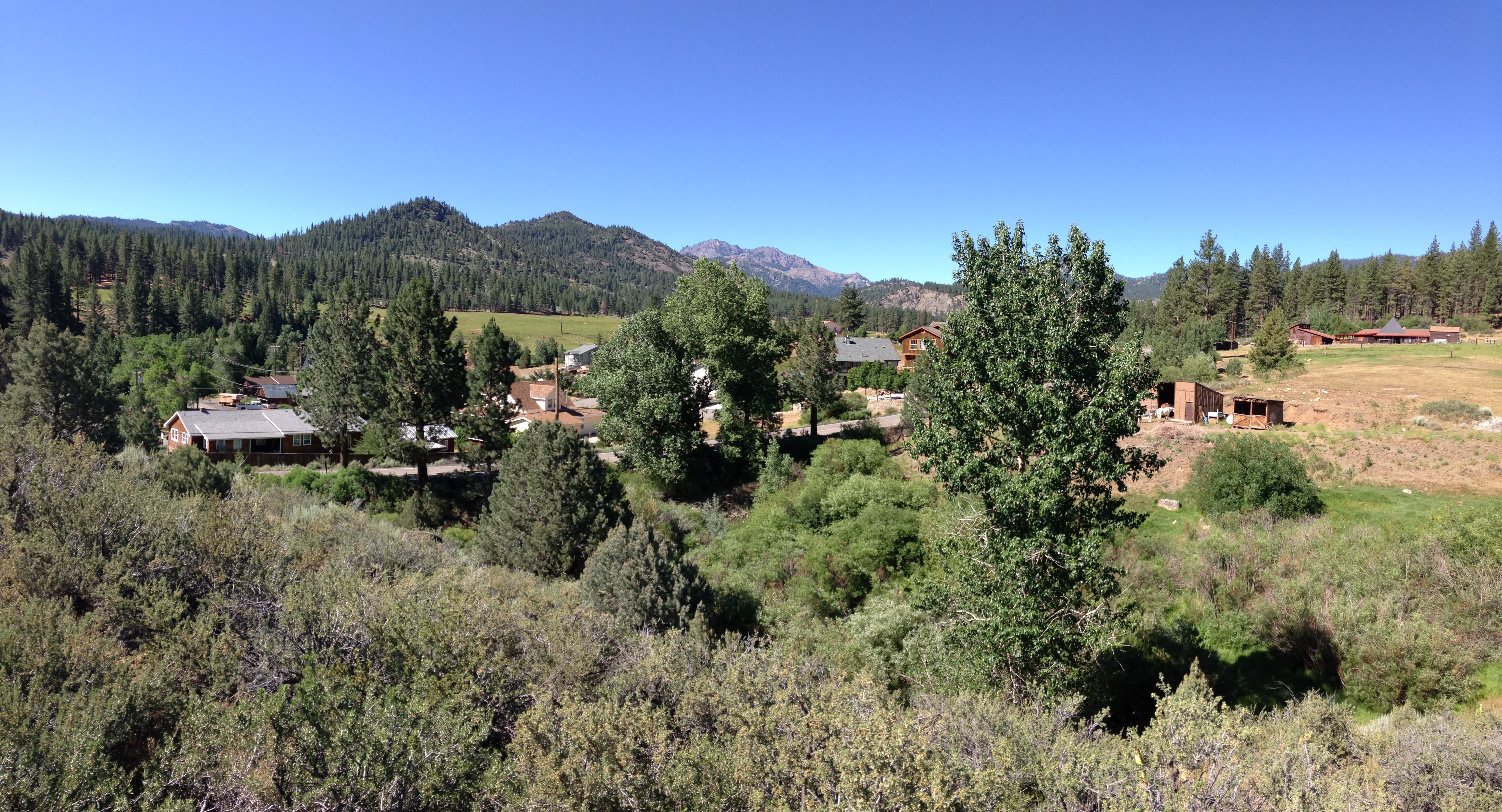
Zicht zuidwestwaarts vanaf School Street
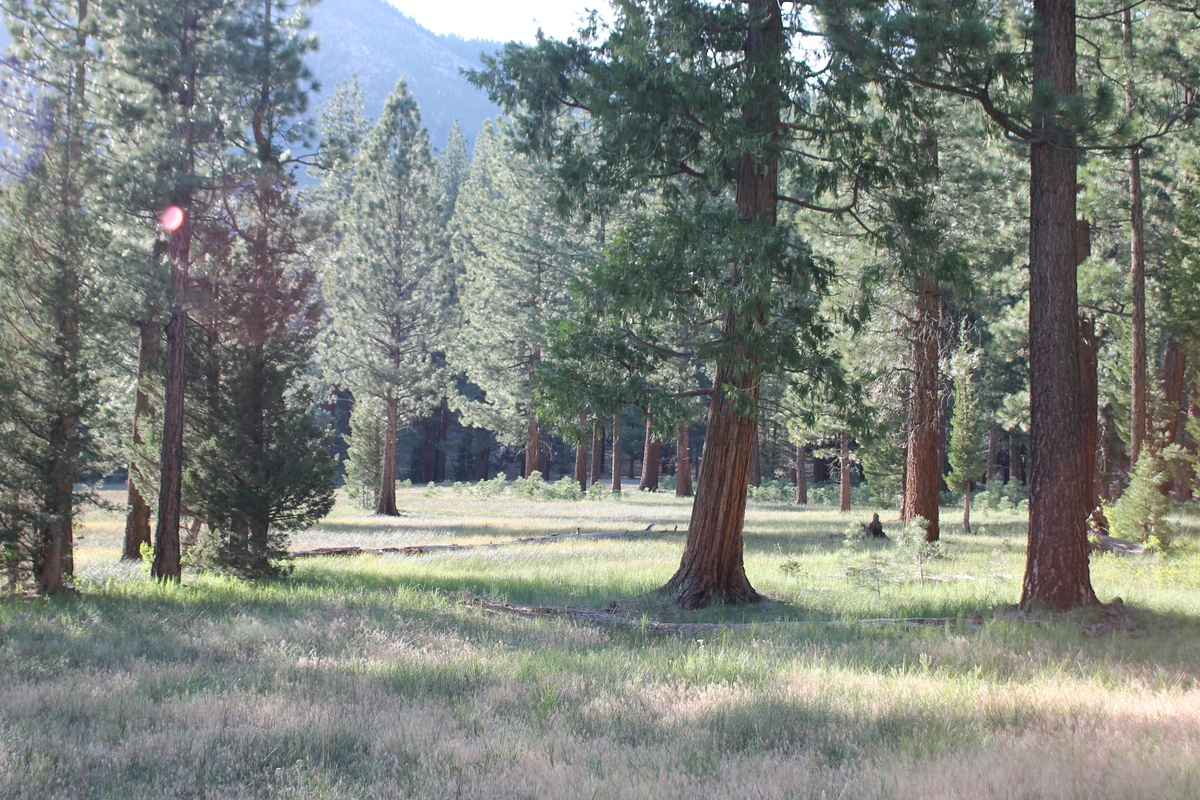
Een natuurlijk grasland in het Grover Hot Springs State Park